# Brześciany
Brześciany (ukr. Берестяни) – wieś na Ukrainie w rejonie samborskim obwodu lwowskiego.
W II Rzeczypospolitej wieś w powiecie samborskim w woj. lwowskim.
W 1944 nacjonaliści ukraińscy z OUN-UPA zamordowali tutaj 10 Polaków.
We wsi znajdują się cerkiew Zaśnięcia NMP oraz kościół NMP Królowej Polski adaptowany w XXI wieku na cerkiew greckokatolicką.

## Historia
Pod koniec XIX w. wieś w powiecie samborskim.